# Richard Moser
Richard Moser, fiktivni policijski inspektor iz kriminalističke serije "Inspektor Rex". Bio je Rexov vlasnik i poglavar bečkog Odjela za ubojstva. Utjelovio ga je Tobias Moretti.

## Životopis
Richard Moser je austrijski katolik i inspektor koji se prvi put pojavljuje u 1. epizodi, "Posljednja stanica Beč". Nakon smrti Rexova trenera Michaela odlučuje usvojiti ovčara te njih dvojica postaju najbolji prijatelji. U to vrijeme Moser prolazi kroz razvod i pokušava prestati pušiti. Kao poglavnik bečkog Odjela za ubojstva, Moser proglašava Rexa članom ekipe te otad njih dvojica postaju nerazdvojni. Moser je atletski građen, vješt i privlačan ženama. Umire u 45. epizodi, "Moserova smrt", u pokušaju spašavanja psihologinje i svoje ljubavnice Patricie Neuhold. U bolnici Rex pokazuje gotovo ljudske osjećaje, plačući nad Moserovim tijelom. Na čelu Odjela za ubojstva zamijenio ga je Alexander Brandtner.

## Izgled
Moser je visok, mršav i crnokos. Ima plave oči i šiljasti nos. Atletski je građen, mišićav i bavi se mnogim športovima.

## Unutarnje poveznice
- Rex
- Alexander Brandtner
- Tobias Moretti